# Nitrur de titani

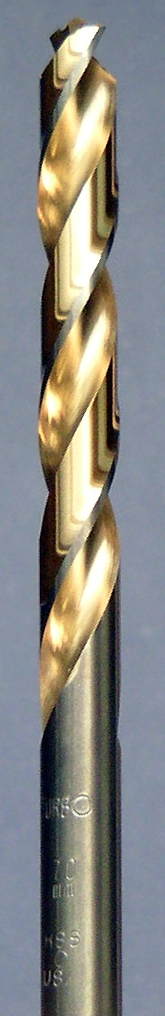
Broca amb recobrimet de nitrur de titani.

El nitrur de titani,TiN, (conegut també com a Tinita) és un material ceràmic extremadament dur usat freqüentment com recobriment sobre components d'aliatges de titani, acer, carburs i alumini per a millorar les propietats superficials del substrat.

## Característiques
Resum de les seves caractarístiques:
- Duresa de Vickers 18-21 GPa
- Mòdul d'elasticitat 251 GPa
- Conductivitat tèrmica 19.2 W/(m•°C)
- Coeficient d'expansió tèrmica 9.35×10−6 K−1
- Temperatura d'expansió superconductora 5.6 K
- Susceptibilitat magnètica +38×10−6 emu/mol

El TiN oxidarà a 600 °C (~1100 °F) en l'atmosfera normal i té un punt de fusió de 2930 °C És químicament estable a la temperatura d'una habitació i és atacat per àcids concentrats calents.
Depenent del material del substrat i l'acabat superficial, el TiN té un rang de coeficient de fricció de 0,4 a 0,9 contra ell mateix (sense lubricació). La formació típica té una estructura cristal·lina del tipus del NaCL en una proporció estequiomètrica aproximada d'1:1; Els compostos de TiNx amb rang x de 0,6 a 1,2 són termodinàmicament estables.
Una capa fina de nitrur de titani va ser refredada fins prop del zero absolut i es va convertir en el primer suparaillant conegut, amb la resistència incrementant-se sobtadament per un factor de 100.000.
El TiN tés excel·lents propietats de refractivitat infrarroja (IR), reflexió en un espectre similar a l'or elemental.

## Fabricació

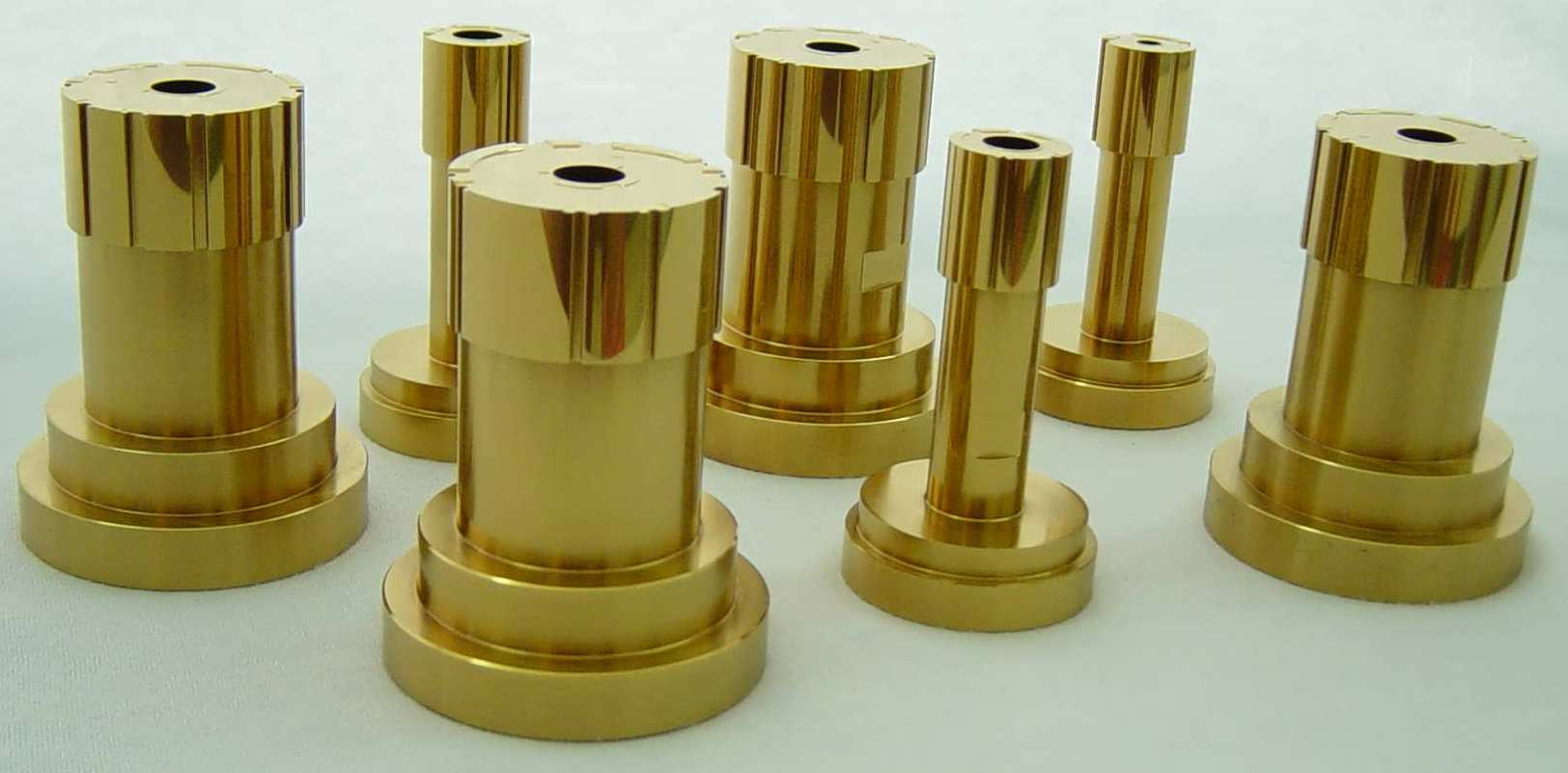
Nitrur de titani produït per la tècnica, PVD, de deposició en arc catòdic

El mètode més comú de creació de films de nitrur de titani és la deposició física de vapor (PVD) i la deposició química de vapor en els dos mètodes el titani pur es sublima químicament i reacciona amb el nitrogen en un ambient al buit d'alta energia. Hi ha també altres mètodes de producció.

## Usos
Aplicat en capa fina el, TiN es fa servir per endurir i protegir superfícies tallants i lliscants, amb un propòsit decoratiu (degut a la seva aparença d'or), i com un exterior no tòxic per a implants mèdics. En la majoria de les aplicacions la capa aplicada és menor de 5 um.
L'any 2012 uns investigadors de la Universitat de Purdue van utilitzar un film de nitrur de titani coaxat dins plasmons transportadors, per manipular senyals òptics a nanoescala obrint la via per la creació d'una nova clase d'aparells optoelectrònics de gran velocitat i eficiència.